# Debeljaci
Debeljaci (en serbe cyrillique : Дебељаци) est un village de Bosnie-Herzégovine. Il est situé sur le territoire de la ville de Banja Luka et dans la république serbe de Bosnie. Selon les premiers résultats du recensement bosnien de 2013, il compte 1 234 habitants.

## Géographie

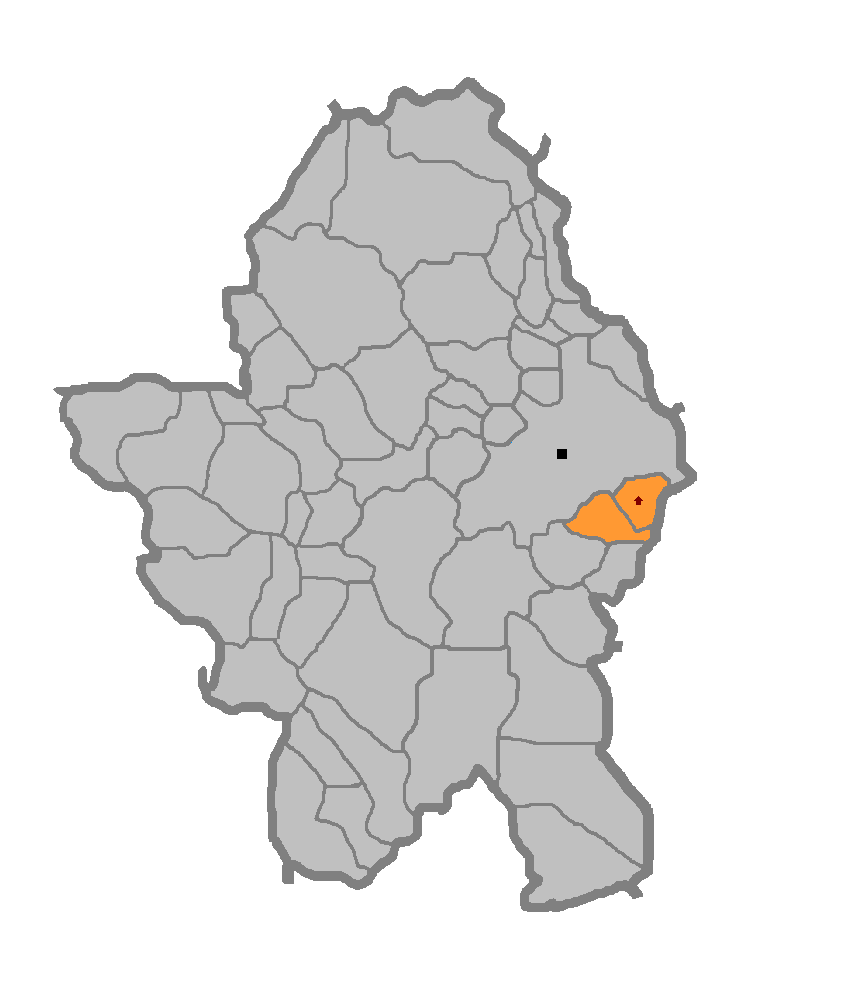
Localisation de la communauté locale de Debeljaci dans la ville de Banja Luka

Le village est situé au bord de la rivière Vrbanja, un affluent du Vrbas.

## Démographie

### Évolution historique de la population dans la localité
| 1948 | 1953 | 1961 | 1971  | 1981 | 1991  | 2013  |
| ---- | ---- | ---- | ----- | ---- | ----- | ----- |
| -    | -    | 939  | 1 006 | 993< | 1 073 | 1 234 |

|  |

### Communauté locale
En 1991, la communauté locale de Debeljaci comptait 2 041 habitants, répartis de la manière suivante :